# Mauritz von Strachwitz
Mauritz-Bodo Baron von Strachwitz und Gross-Zauche (ur. 21 lipca 1929, zm. 8 lipca 2022) – niemiecki kierowca i konstruktor wyścigowy.

## Życiorys
Ściganie się rozpoczął w 1951 roku zbudowanym przez siebie pojazdem. W przeciwieństwie do rywali, używających opartych na BMW 328 samochodów eigenbau, von Strachwitz oparł swój samochód na Lancii Aprilii. Ten napędzany półtoralitrowym silnikiem model regularnie rywalizował z dwulitrowymi konkurentami. W maju von Strachwitz wystartował w Pokalrennen, ale nie ukończył zawodów. W Eifelrennen na Nürburgringu zajął szóste miejsce, a we wrześniowych zawodach na Norisringu był czwarty, za Karlem-Güntherem Bechemem, Josefem Petersem i Wolfgangiem Seidelem.
Po przerwie w 1952 roku, von Strachwitz powrócił do ścigania rok później. Zbudował wtedy samochód o oznaczeniu MSM (Mauritz von Strachwitz München). Ten model był zbudowany według przepisów Formuły 2, które wówczas obowiązywały również w Mistrzostwach Świata Formuły 1. MSM był napędzany zmodyfikowanym silnikiem V6 Lancii Aurelii o mocy 160 KM, zastosowano w nim ponadto standardowe zawieszenie Lancii. Karoseria została wykonana przez Rupflin, a cały samochód ważył około 580 kg.
Na początku roku 1953 stracił prawo jazdy na skutek wypadku drogowego, a co za tym idzie – cofnięto mu licencję wyścigową. Von Strachwitz nie został dopuszczony do Avusrennen oraz Grand Prix Niemiec, chociaż wystartował w nieoficjalnej sesji przedtreningowej. Później odzyskał licencję, ale mimo to postanowił zarzucić ściganie.

## Życie prywatne
Był synem Mauritza Barona von Strachwitz und Gross-Zauche oraz Elisabeth Baronin von Landsberg-Velen. 
W październiku 1951 roku ożenił się z Margot Erdmann. Rozwiódł się z nią w 1963 roku. Dwa lata później wziął ślub z Hildike Gräfin Consolati, z którą rozwiódł się w 1980 roku. W 1983 roku ożenił się po raz trzeci, z Siew Lin Leow.